# Coupe d'Océanie de rugby à XV
La Coupe d'Océanie de rugby à XV est une compétition annuelle de rugby à XV organisée par Oceania Rugby qui se dispute entre les nations d'Océanie en développement, c'est-à-dire toutes les nations affiliées ou associées à l'OR excepté l'Australie et la Nouvelle-Zélande, qui participent au Rugby Championship, ainsi que les Fidji, les Samoa et les Tonga, qui disputent la Pacific Nations Cup.

## Histoire
La compétition est créée en 2007. C'est le premier tournoi de rugby établi en Océanie, créé afin d'offrir une compétition aux pays en dehors de l'Australie, des Fidji, de la Nouvelle-Zélande, des Samoa et des Tonga.
Ce tournoi a permis aux membres éligibles de participer au processus de qualification pour la Coupe du monde.
Depuis sa création, la compétition s'est déroulée à Nouméa, Port-Moresby et Rarotonga.
En 2021, la compétition est annulée en raison de la pandémie de Covid-19 en Papouasie-Nouvelle-Guinée, où devait se dérouler l'épreuve.

## Règlement
Les nations pouvant participer sont les suivantes : 
| - Îles Salomon - Nouvelle-Calédonie - Papouasie-Nouvelle-Guinée - Vanuatu - Nauru | - Îles Cook - Niue - Samoa américaines - Tahiti - Wallis-et-Futuna |

Lors des dernières éditions, en raison des nombreux forfaits, principalement pour raisons financières, une poule unique regroupe tous les participants.

## Palmarès
| Édition | Édition | Pays hôte(s)                         | Finales                       | Finales         | Finales                   |
| no      | Année   | Pays hôte(s)                         | Champions                     | Scores          | Vice-champions            |
| ------- | ------- | ------------------------------------ | ----------------------------- | --------------- | ------------------------- |
| 1re     | 2007    | Vanuatu et Papouasie-Nouvelle-Guinée | Papouasie-Nouvelle-Guinée     | 46 – 27         | Niue                      |
| 2e      | 2008    | Nouvelle-Calédonie                   | Niue                          | 27 – 5          | Nouvelle-Calédonie        |
| 3e      | 2009    | Papouasie-Nouvelle-Guinée            | Papouasie-Nouvelle-Guinée (2) | 29 – 21         | Îles Cook                 |
| 4e      | 2011    | Papouasie-Nouvelle-Guinée            | Papouasie-Nouvelle-Guinée (3) | Round-robin     | Îles Salomon              |
| 5e      | 2013    | Papouasie-Nouvelle-Guinée            | Îles Cook                     | Round-robin     | Papouasie-Nouvelle-Guinée |
| 6e      | 2015    | Papouasie-Nouvelle-Guinée            | Papouasie-Nouvelle-Guinée (4) | Round-robin     | Tahiti                    |
| 7e      | 2017    | Îles Cook                            | Tahiti                        | 13 - 9          | Îles Cook                 |
| 8e      | 2019    | Papouasie-Nouvelle-Guinée            | Papouasie-Nouvelle-Guinée (5) | Round-robin     | Niue                      |
| -       | 2021    | Papouasie-Nouvelle-Guinée            | Édition annulée               | Édition annulée | Édition annulée           |
| 9e      | 2022    | Papouasie-Nouvelle-Guinée            | Papouasie-Nouvelle-Guinée (6) | Round-robin     | Îles Salomon              |